# Liste der Gemeindeverbände im Département Tarn-et-Garonne
Das Département Tarn-et-Garonne liegt in der Region Okzitanien in Frankreich. Es untergliedert sich in zehn Gemeindeverbände.
Siehe auch: Liste der Gemeinden im Département Tarn-et-Garonne

## Gemeindeverbände

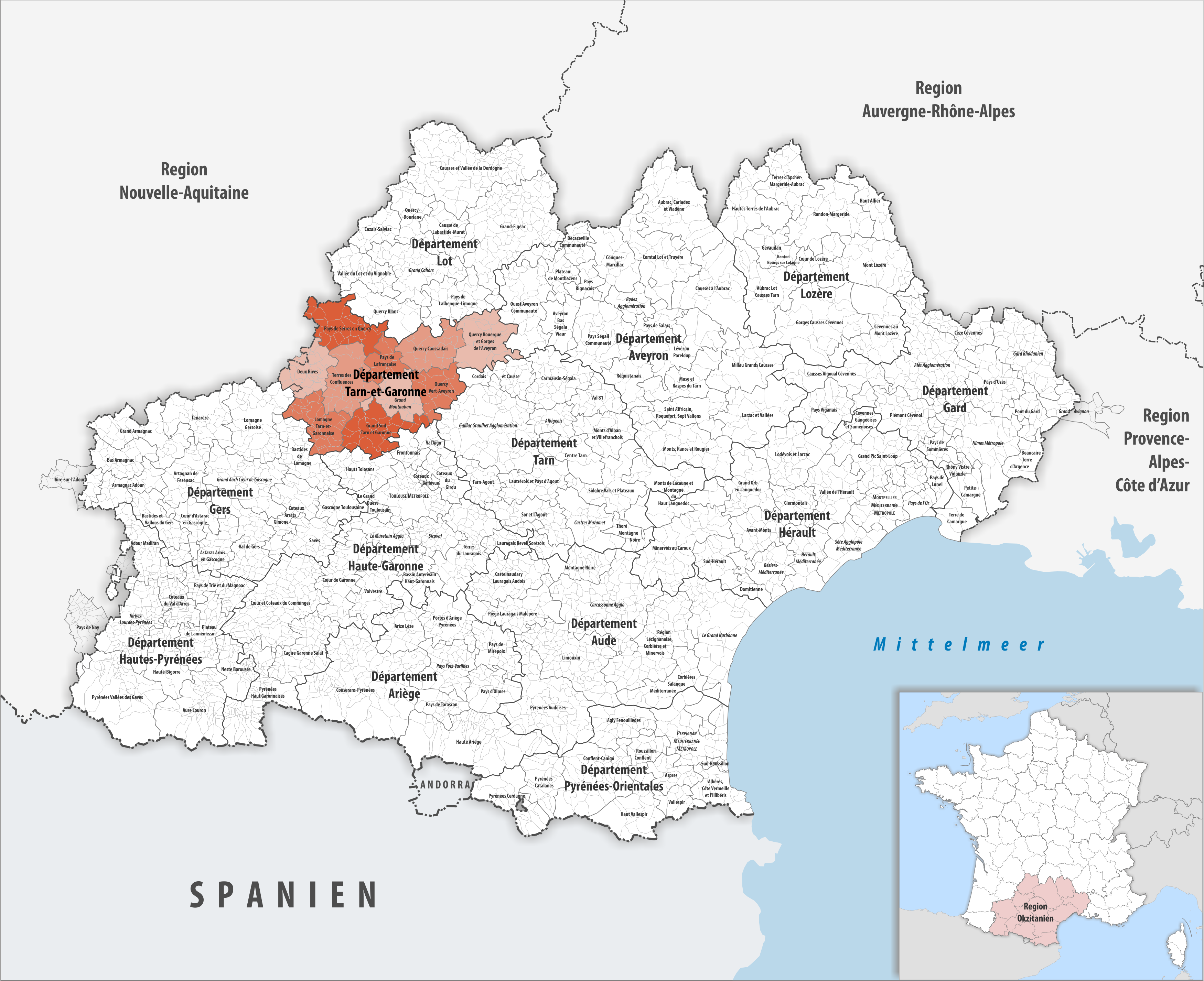
Gemeindeverbände im Département Tarn-et-Garonne

| Gemeindeverband                        | Gemeinden im Départ./Verband | Einwohner 1. Januar 2022 | Fläche km² | Dichte Einw./km² | SIREN- Nummer | Rechtsform                 | Gründungsdatum    |
| -------------------------------------- | ---------------------------- | ------------------------ | ---------- | ---------------- | ------------- | -------------------------- | ----------------- |
| Deux Rives                             | 25/28                        | 19.013                   | 343,26     | 55               | 248 200 016   | Communauté de communes     | 24. Dezember 2001 |
| Grand Montauban                        | 12/12                        | 81.397                   | 293,66     | 277              | 248 200 099   | Communauté d’agglomération | 21. Dezember 1999 |
| Grand Sud Tarn et Garonne              | 25/25                        | 43.301                   | 434,59     | 100              | 200 066 652   | Communauté de communes     | 9. September 2016 |
| Lomagne Tarn-et-Garonnaise             | 31/31                        | 10.003                   | 377,95     | 26               | 248 200 065   | Communauté de communes     | 2. Juni 1997      |
| Pays de Lafrançaise                    | 11/11                        | 11.246                   | 220,97     | 51               | 200 067 122   | Communauté de communes     | 4. November 2016  |
| Pays de Serres en Quercy               | 22/22                        | 8.386                    | 450,36     | 19               | 200 040 418   | Communauté de communes     | 31. Dezember 2013 |
| Quercy Caussadais                      | 19/19                        | 20.434                   | 392,38     | 52               | 248 200 057   | Communauté de communes     | 30. Dezember 1996 |
| Quercy Rouergue et Gorges de l’Aveyron | 16/17                        | 7.848                    | 462,79     | 17               | 248 200 107   | Communauté de communes     | 23. Dezember 1997 |
| Quercy Vert-Aveyron                    | 12/12                        | 21.707                   | 324,17     | 67               | 200 066 884   | Communauté de communes     | 9. September 2016 |
| Terres des Confluences                 | 22/22                        | 42.367                   | 451,10     | 94               | 200 066 322   | Communauté de communes     | 1. Januar 2017    |